# San Francisco de los Salgueiro
San Francisco de los Salgueiro är en ort i Mexiko.   Den ligger i kommunen Guadalupe y Calvo och delstaten Chihuahua, i den västra delen av landet, 1 100 km nordväst om huvudstaden Mexico City. San Francisco de los Salgueiro ligger 1 149 meter över havet och antalet invånare är 104.
Terrängen runt San Francisco de los Salgueiro är kuperad västerut, men österut är den bergig. Runt San Francisco de los Salgueiro är det mycket glesbefolkat, med 6 invånare per kvadratkilometer. Närmaste större samhälle är Ciénega de Silva, 8,3 km söder om San Francisco de los Salgueiro. I omgivningarna runt San Francisco de los Salgueiro växer huvudsakligen savannskog.